# Walter Hasenclever
Walter Georg Alexander Hasenclever, född den 8 juli 1890 i Aachen, död den 21 juni 1940 i det franska fånglägret Camp des Milles utanför Aix-en-Provence, var en tysk expressionistisk dramatiker, poet, manusförfattare, romanförfattare, översättare och filmskådespelare. Mellan 1916 och 1932 hörde han till de mest spelade pjäsförfattarna i Tyskland. I egenskap av framstående expressionist, uttalad pacifist och meningsmotståndare till den nazistiska regimen utsattes han för förföljelse 1933 och gick därför i exil. Inga verk av Hasenclever är utgivna i Sverige (2021), men Gösta Cederlund översatte och regisserade pjäsen En bättre herre på Helsingborgs stadsteater 1927 med scenografi av Einar Hjort och med August Lundmark i rollen som Sekreteraren.

## Liv och verk
Walter Hasenclever var son till läkaren Carl Hasenclever (1855—1934) och Anna, f. Reiβ (1869—1938). Han hade två yngre syskon, Paul (1897–1988) och Marita (1902–1993). Efter studenten i sin hemstad Aachen började han 1908 läsa rättsvetenskap, först vid universitetet i Oxford och universitetet i Lausanne, därefter vid universitetet i Leipzig (1909—14). I Leipzig väcktes även hans intresse för litteratur och filosofi. 19 år gammal lärde han där bland andra känna den fyra år äldre Kurt Pinthus (1886—1975), som långt senare skulle redigera hans efterlämnade arbeten. Vid 20 års ålder, år 1910, debuterade Hasenclever med diktsamlingen Städte, Nächte und Menschen. Erlebnisse. 

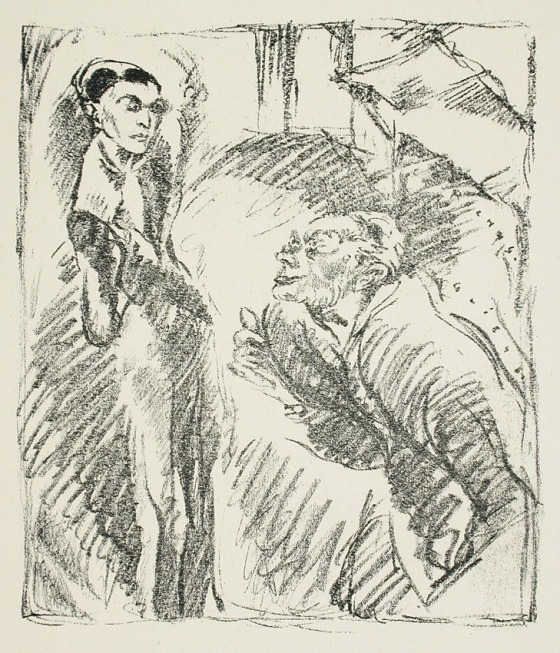
Illustration till Der Sohn av R. Gliese 1918.

| Wenn der Tod Die Musik verschlingt: Werden wir uns erkennen? Lebst Du Im Zimmer, wo Männer stehn? Aus dem Meer steigt die Insel, Ein Leben, das uns gegolten hat. Vögel fliegen auf. Weine nicht! | Om döden Slukade musiken: Skulle vi känna igen oss? Bor Du I rummet där män står? Ur havet stiger ön, Ett liv som har gällt oss. Fåglar flyger upp. Gråt inte! |

### GenombrottspjäsenDer Sohn
1914 rönte han stor framgång med den tryckta utgåvan av pjäsen Der Sohn, vilken sålde i 20 000 exemplar. Det är ett drama i fem akter och det räknas till Hasenclevers mest betydande och som ett av den expressionistiska teaterns viktigaste. Pjäsen skrevs 1913—14 i Leipzig och Heyst sur Mer (Belgien). Den publicerades löpande i en litterär tidskrift och delar av den lästes av författaren själv vid en kabaret kallad Das Gnu 1914 i Leipzig. Urpremiären ägde så småningom rum på en scen för kammarspel vid Deutsches Theater i Prag den 30 september 1916 i regi av Hans Demetz. På Albert-Theater i Dresden, där Reinhardt-lärjungen Adolf E. Licho var chef under krigsåren, hade den premiär veckan efter, den 8 oktober, i teaterchefen Lichos regi. Ernst Deutsch blev berömd som expressionistisk skådespelare i huvudrollen. I likhet med den något yngre landsmannen Reinhard Sorges pjäs Der Bettler från 1912, tematiserar Der Sohn en generationskonflikt. Den börjar som en privat dispyt mellan far och son och utvecklar sig till en laddad samhällskonflikt med revolutionär underton. På grund av krigets rådande militärcensur fick pjäsen bara spelas som matiné för slutna sällskap. Dramat gjorde Hasenclever till en identifikationsfigur för en rebellisk ungdom i krigets skugga och till en företrädare för expressionismen.

### Första världskrigets militarism och pacifism
Walter Hasenclevers entusiastiska inställning till krig, vilken han delade med många andra intellektuella, inte bara i hemlandet utan även runtom i Europa före första världskriget, fick honom att anmäla sig frivilligt till krigstjänst. Åren 1915—16 tjänstgjorde han i Gent, Galizien och Makedonien. Hans entusiasm förbyttes snart till ett avståndstagande och till en radikal pacifism. Efter en permission påstås han ha simulerat psykiska besvär 1916 och därför blivit entledigad från vidare krigstjänstgöring året efter. 

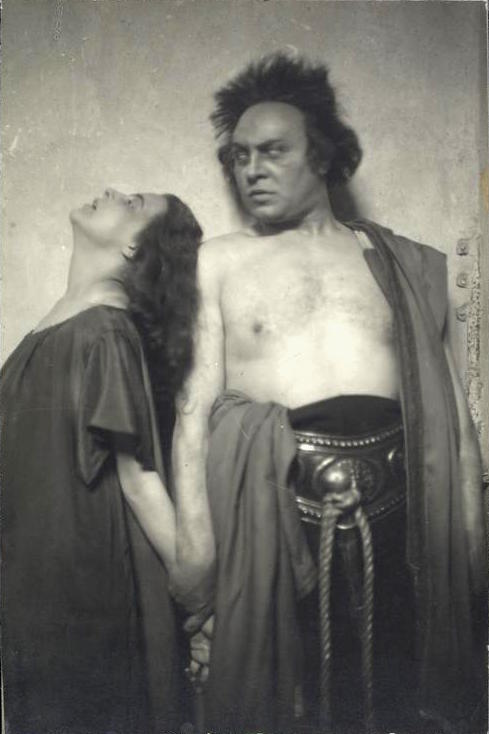
Teaterfoto från Max Reinhardts uppsättning av Walter Hasenclevers bearbetning av Sofokles antikrigsdrama Antigone på teatern Großes Schauspielhaus i Berlin med premiär 18 april 1920. Emil Jannings i rollen som Kreon.

1917 erhöll han det tyska, litterära Kleistpriset, på rekommendation av Bernhard Kellermann, för sin lidelsefulla bearbetning av Sofokles antika drama Antigone. 
Han blev vid samma tid god vän med den expressionistiske konstnären och pjäsförfattaren Oskar Kokoschka, vilken porträtterade honom i målningen Die Freunde (1918) tillsammans med Käthe Richter. Detta var i Dresden där Hasenclever återhämtade sig från sina krigsupplevelser på ett nervhem och där Kokoschka året innan hade fått möjlighet att sätta upp flera av sina enaktare i egen regi på Adolf E. Lichos Albert-Theater.

### Mellankrigsåren i Paris och Berlin
På 1920-talet medverkade Walter Hasenclever som skådespelare i ett par tyska stumfilmer. 1923 hade han huvudrollen som Geselle i dramat Brüder, efter en berättelse av Otto Ludwig. 1929 hade han en mindre roll som "konsulns sekreterare" i dramat Tagebuch einer Kokette med en 18-årig Fee Malten i titelrollen, efter manus av bland andra Henry Koster.
Åren 1924—28 var Hasenclever korrespondent i Frankrike för Berlintidningen 8-Uhr-Abendblatt. Han tillbringade mycket tid i Paris, där han gjorde bekantskap med såväl landsmannen Kurt Tucholsky som den franske dramatikern Jean Giraudoux. 1925 gifte han sig där med Lilly Turell. Samma år visade han ytterligare en sida av sin person och sitt kunnande genom sin tyska översättning av mystikern Emanuel Swedenborgs latinska utläggning om himmel och helvete, De Caelo et Ejus Mirabilibus et de inferno. Ex Auditis et Visis.
Med stor framgång publicerade Hasenclever 1926 komedin En bättre herre och 1928 Ehen werden im Himmel geschlossen. 1930 skrev han den tyskspråkiga versionen av filmatiseringen av Eugene O'Neills pjäs Anna Christie åt Metro-Goldwyn-Mayer och lärde även känna huvudrollsinnehavaren Greta Garbo i Hollywood. Därefter bosatte han sig på Laubenheimer Platz 3, i centrum av den nyetablerade, så kallade konstnärskolonin i Berlin. de:Künstlerkolonie Berlin var ett bostadsområde i stadsdelen Wilmersdorf, vilket hade uppförts av intresseorganisationer för teaterfolk och författare. Peter Huchel, Arthur Koestler och Wilhelm Reich är exempel på personer som var bosatta i detta konstnärskvarter samtidigt som Hasenclever.

### Förföljelse och död
Efter det nationalsocialistiska maktövertagandet dröjde det inte länge förrän Hasenclever fick yrkesförbud av Reichsschrifttumskammer, den likriktande nazistiska riksorganisationen för författare under ledning av Reichskulturkammer. Hans verk förbjöds och boktitlar avlägsnades ur boklådor och offentliga bibliotek. Under ledning av Propagandaministeriet brändes demonstrativt hans verk under de omfattande bokbålen runtom i landet 1933. 
Hasenclever emigrerade till Sydfrankrike. Han levde i exil resten av sitt liv och förde ett kringflackande liv. 1934 gifte han om sig i Nice med den tjugo år yngre Edith Schäfer, (ett äktenskap som godkändes i domstol först 1958). 1935 slog sig paret ner i Dubrovnik, 1936 i London, 1937 åter i Nice, 1937—38 i Florens. Under sin landsflykt skrev han på ett par romaner, som skulle ges ut långt efter hans död, liksom dikter och dramer. I september 1938 fråntogs Hasenclever sitt tyska medborgarskap. Inflytelserika brittiska vänner försåg honom då med engelska identitetshandlingar. 
| ”                                                                                    | Som vi sitter där i trädgården, kanske för sista gången, de första krigsdagarna i detta fridfulla landskap, måste jag plötsligt gråta. Bestört. Utan räddning. Vi landsflyktiga. Vi statslösa. Vi förbannade. Vad har vi ännu för rätt att leva? Och de andra måste dö!! | „ |
| – Ur Hasenclevers roman Die Rechtlosen, skriven 1938—39, utgiven första gången 1963. | |   |

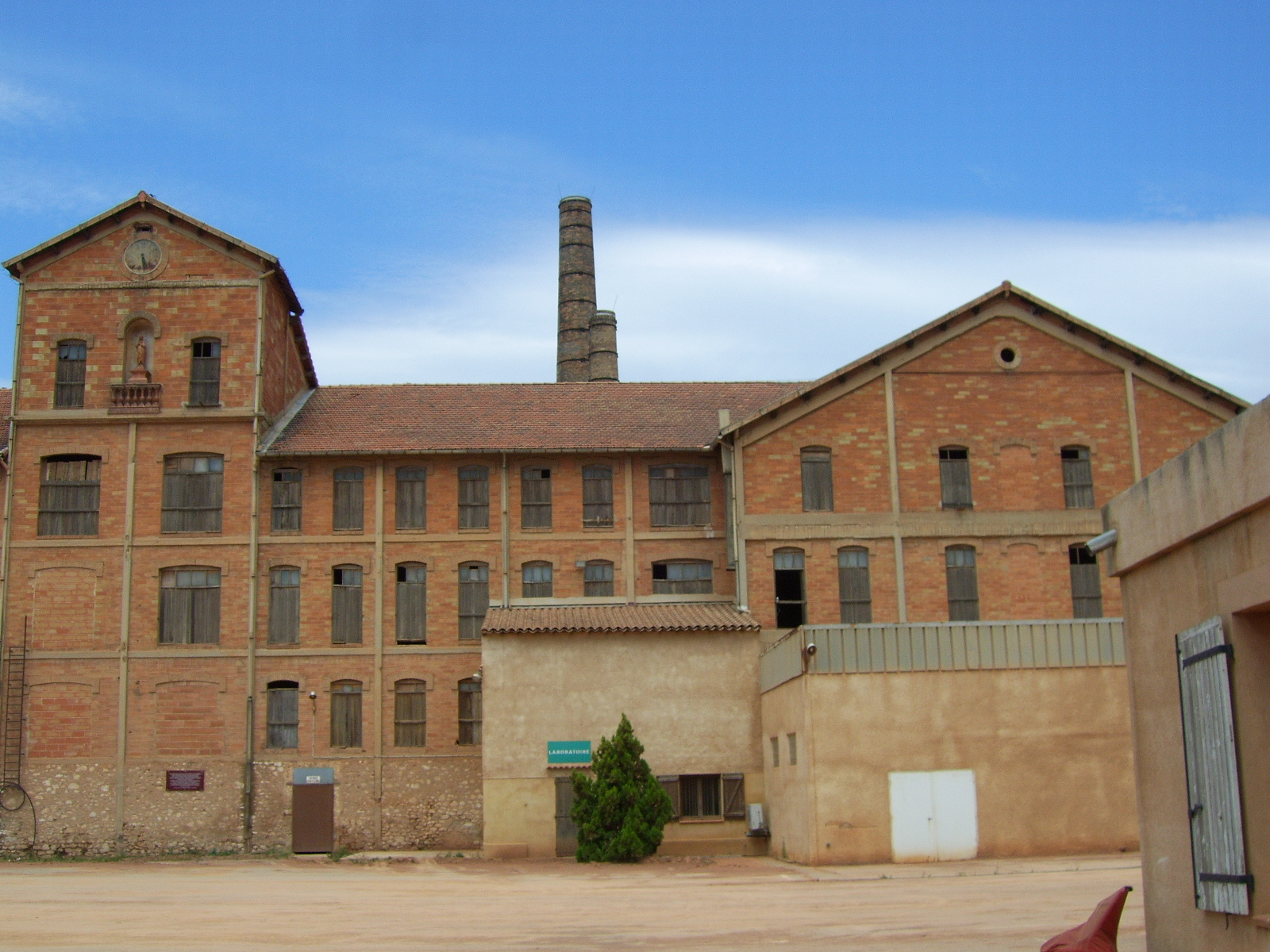
Lägerbyggnaden i Camp des Milles var en gammal tegelfabrik. Sedan 1993 är den ett franskt minnesmärke över andra världskriget.

Vid andra världskrigets utbrott internerades Hasenclever i Frankrike två gånger om i egenskap av "utländsk medborgare av fientlig krigsmakt"; detta trots att han fråntagits sitt tyska medborgarskap av den nationalsocialistiska regimen och innehade brittiska id-handlingar. Efter Frankrikes kapitulation begick Hasenclever självmord natten mellan den 21 och 22 juni 1940 i fånglägret Camp des Milles utanför Aix-en-Provence i södra Frankrike. I lägret inhystes vid samma tid omkring 3 500 internerade konstnärer och intellektuella, exempelvis Lion Feuchtwanger, Golo Mann, Otto Meyerhof, Hans Bellmer, Max Ernst och Franz Waxman. Hasenclever tog en överdos sömnmedel av fruktan för utlämning till Gestapo.
Han begravdes i en samlingsgrav på kyrkogården Cimetière de Saint Pierre i Aix-en-Provence. Vid krigsslutet 1945 ombesörjde hans änka Edith Hasenclever att han begravdes pånytt under en hedrande ceremoni och fick en egen grav på samma kyrkogård.

### Postum upprättelse
Kurt Pinthus hade 1914 i egenskap av lektör åt Kurt Wolff Verlag i Leipzig föreslagit utgivandet av Hasenclevers framgångsrika ungdomsverk Der Sohn. På sin ålders höst i början av 1960-talet redigerade han en första urvalsvolym av Hasenclevers efterlämnade arbeten. 1977 producerade västtysk TV den biografiska spelfilmen Walter Hasenclever i regi av Rolf Busch och med manus av Rolf Defrank.

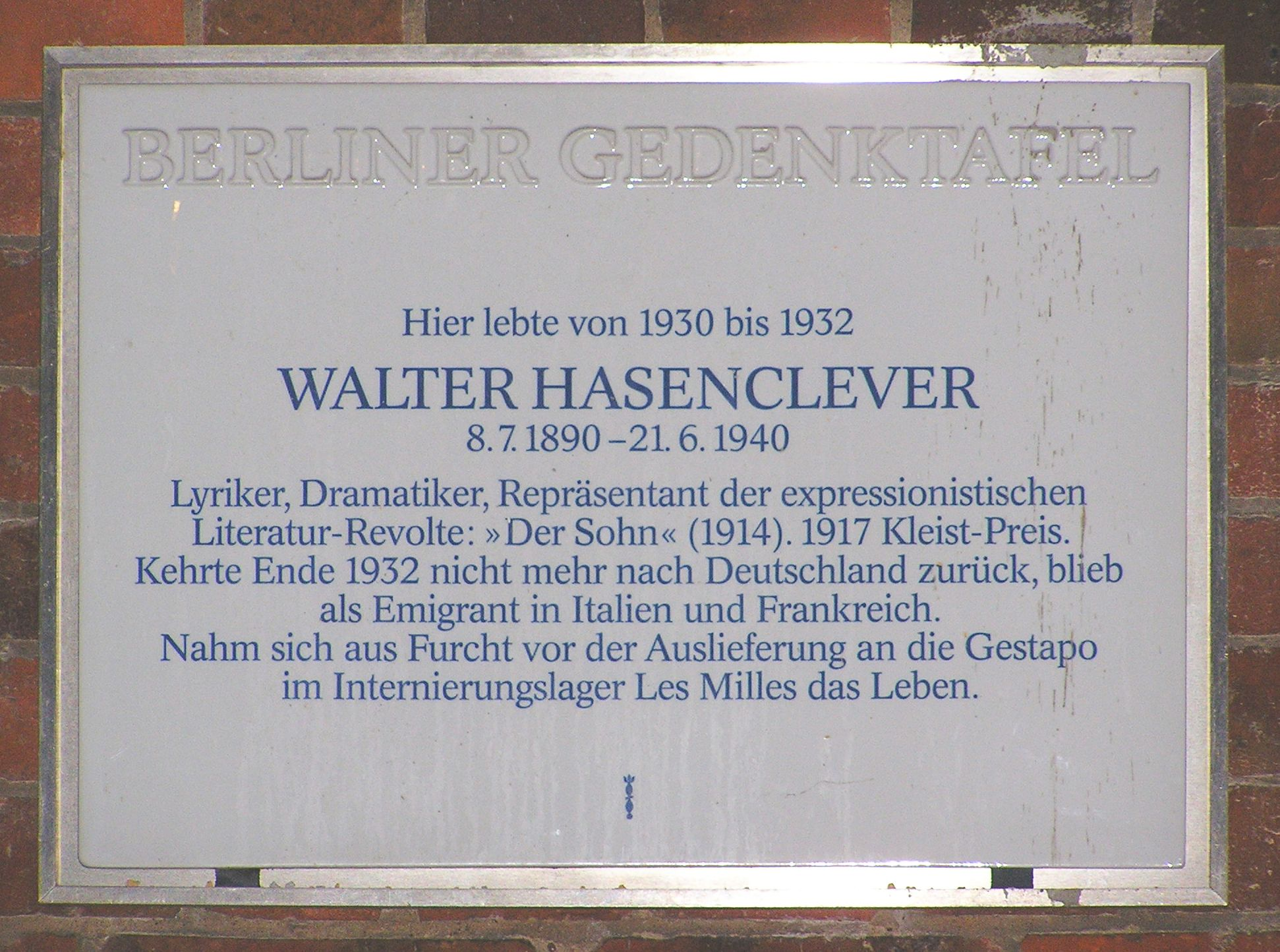
Minnestavla över Walter Hasenclever på adressen Ludwig-Barnay-Platz 3 där författaren bodde åren 1930—32 (dåvarande Laubenheimer Platz 3) i Berlin-Wilmersdorf.

Åren 1990—97 återutgavs Walter Hasenclevers samtliga verk och den 27 november 1991 invigdes en minnestavla över honom på hans forna adress i Berlins Künstlerkolonie. Detta gjordes av företrädare för den nuvarande kolonins invånare. Till Hasenclevers minne utdelas för övrigt vartannat år sedan 1996 ett Walter-Hasenclever-Literaturpreis på 20 000 euro i hans födelsestad Aachen. Till dem som tilldelats det hör George Tabori, F. C. Delius, Herta Müller, Christoph Hein och Ralf Rothmann.
Författarens litterära kvarlåtenskap förvaltas av Deutsches Literaturarchiv Marbach i staden Marbach am Neckar. Manuskriptet till skådespelet Die Menschen från 1918 finns utställt och till beskådan på Literaturmuseum der Moderne i anslutning till samma arkiv.

## Verkförteckning

### Dramatik
- Nirwana. Eine Kritik des Lebens in Dramaform (1909)
- Das unendliche Gespräch. Eine nächtliche Szene (Kurt Wolff Verlag, Lepzig 1913) Project Gutenberg
- Der Bankier und der Dichter. Ein Gespräch über Dichtung (Kort scen publicerad i tidskriften Die Braunschweiger G-N-C-Monatsschrift, februari 1914) Online-text (tyska)
- Der Sohn. Ein Drama in fünf Akten (Kurt Wolff Verlag, Leipzig 1914; senast utgiven av Reclam Verlag 1994; Nachwort von Michael Schulz) 
  - The Son, en engelsk översättning av Henry Marx. Ingår i Ernst Schürer (ed.): German Expressionist Plays (New York: Continuum, 1997) Online (utdrag) (engelska)
- Der Retter (1916)
- Antigone (tragedi, 1917)
- Die Menschen (1918)
- Die Entscheidung (komedi, 1919) Digitaliserad
- Jenseits. Drama in 5 Akten (1920) Digitaliserad
- Gobseck (1922) Digitaliserad
- Mord (1926)
- Ein besserer Herr (lustspel, 1926; filmatiserad 1928; för tv 1963, 1973, 1988)
  - En bättre herre, översatt av Gösta Cederlund och uppsatt på Helsingborgs stadsteater 1927
- Ehen werden im Himmel geschlossen (1928)
- Christoph Kolumbus oder die Entdeckung Amerikas (komedi, tillsammans med Kurt Tucholsky, 1932; tv-film 1969)
- Münchhausen. Ein Schauspiel in fünf Akten (1934; tv-film 1966)

### Poesi
- Städte, Nächte und Menschen. Erlebnisse. (E. W. Bonsels, München 1910) 55 s.
- Der Jüngling (1913)
- Tod und Auferstehung (1917)
  - Utdrag ur denna återfinns i Ivan Golls bok Le Cœur de l'ennemi (Paris, Les humbles, 1919)
- Die Mörder sitzen in der Oper (1917) Online-text (tyska)
- Der politische Dichter, med omslagsteckning av Ludwig Meidner (innehåller även prosastycken, Rowohlt, 1919)
- Gedichte an Frauen (1922)

### Filmmanus
- Die Pest (första tryckta filmtexten, 1920)
- Napoleon greift ein (1930)
- Komm' zu mir zum Rendezvous (1930)
- L'amour chante (1930)
- Anna Christie (1930)[7]
- Menschen hinter Gittern (1931)

### Postuma utgåvor
- Konflikt in Assyrien (komedi skriven 1939 och uruppförd i London samma år, 1957)
- Die Rechtlosen (efterlämnad roman; ingår i: Gedichte, Dramen, Prosa, 1963)
  - Impossible asile, fransk översättning (Éd. de l'Aube, 1998)
- Gedichte, Dramen, Prosa (efterlämnade arbeten utgivna av Kurt Pinthus, 1963)
- Irrtum und Leidenschaft (efterlämnad roman utgiven av Kurt Pinthus, 1969)
- Sämtliche Werke (red. D. Breuer och B. Witte, 1990 - 1997)

### Hasenclevers översättningar
- Emanuel Swedenborg: Himmel, Hölle, Geisterwelt, ett urval av den latinska texten De Caelo et Ejus Mirabilibus et de inferno, i tysk tolkning och med efterord av Walter Hasenclever. (Berlin, 1925)

### Fotnoter
1. ↑  Tysk biografisk källa. deutsche-biographie.de
2. ↑  Hagemeyer: Jüdisches Leben in Dresden. 2002, s. 197 (ett foto av Ernst Deutsch i titelrollen finns med).
3. ↑  (engelska) The Son google books. En engelsk översättning av Der Sohn (1914). Ingår i: Ernst Schürer: "German Expressionist Plays" (1997), tillsammans med Murderer the Women's Hope av Oskar Kokoschka, Sankta Susanna av August Stramm, Ithaka av Gottfried Benn, The Bloomers av Carl Sternheim, From Morning to Midnight, Gas I och Gas II av Georg Kaiser och Masses and Man av Ernst Toller.
4. ↑  Uppgift om spelplats för Antigone hämtad från en verkförteckning i J.L. Styan:Max Reinhardt (1982).
5. ↑  Jürgen Egyptien: Literatur in der Moderne, Jahrbuch der Walter-Hasenclever-Gesellschaft, Band 7 (2010/2011), s. 140.
6. ↑  Publicerades av Swedenborg 1758. Hasenclevers tyska volym heter Himmel, Hölle, Geisterwelt. På svenska heter den förkortat Himmel och Helvete (eller Om himlen och helvetet ), på engelska Heaven and Hell.
7. 1 2  Uppgifter om den tyska versionen av Anna Christie (imdb.com)
8. ↑  Söklista över förbjudna författarskap och brända böcker. (tyska)
9. ↑  Ytterligare en lista över förbjudna författare under nazismens tidevarv. (tyska)
10. ↑  (franska) En artikel av Alain Paire om det franska interneringslägret Camp des Milles åren 1939–1942. Arkiverad 16 augusti 2018 hämtat från the Wayback Machine. galerie-alain-paire.com
11. ↑  Gedichte, Dramen, Prosa (1963). Pinthus var då bosatt i New York men återvände till Västtyskland 1967 och bosatte sig i Marbach am Neckar. Han hade varit en tidig förkämpe för expressionismen och 1919 svarade han för urval och inledning till den expressionistiska diktantologin Menschheitsdämmerung. Bland poeterna fanns Walter Hasenclever med ett fylligt urval och med ett porträtt av honom tecknat av Oskar Kokoschka. 1933 brändes denna antologi demonstrativt av nazister.
12. ↑  Filmdata kring den biografiska filmen Walter Hasenclever (1977) IMDb